# Jessie Diggins
Jessica Diggins (født 26. august 1991) er en amerikansk langrendsløber.
Hun og holdkammeraten Kikkan Randall vandt USAs første langrendsguldmedalje nogensinde ved de olympiske vinterlege i holdsprinten i 2018. Ved Vinter-OL 2022 vandt Diggins sølvmedaljen i 30 kilometer fri og bronzemedaljen i den individuelle sprint.